# Waterpolo als Jocs Olímpics
El waterpolo és un esport que forma part del programa oficial de la segona edició dels Jocs Olímpics d'Estiu, els Jocs Olímpics d'Estiu de 1900 realitzats a la ciutat de París (França), si bé únicament en categoria masculina. El waterpolo femení fou introduït l'any 2000, en els Jocs Olímpics d'Estiu de 2000 realitzats a Sydney (Austràlia).
Hongria, Itàlia, el Regne Unit i Iugoslàvia han estat els grans dominadors d'aquest esport al llarg dels anys.

## Medallistes

### Categoria masculina
| Edició               | Or             | Argent              | Bronze         |
| 1896 Atenes          | No es disputà  | No es disputà       | No es disputà  |
| 1900 París           | Regne Unit     | Bèlgica             | França         |
| 1900 París           | Regne Unit     | Bèlgica             | França         |
| 1904 St. Louis       | Estats Units   | Estats Units        | Estats Units   |
| 1908 Londres         | Regne Unit     | Bèlgica             | Suècia         |
| 1912 Estocolm        | Regne Unit     | Suècia              | Bèlgica        |
| 1920 Anvers          | Regne Unit     | Bèlgica             | Suècia         |
| 1924 París           | França         | Bèlgica             | Estats Units   |
| 1928 Amsterdam       | Alemanya       | Hongria             | França         |
| 1932 Los Angeles     | Hongria        | Alemanya            | Estats Units   |
| 1936 Berlín          | Hongria        | Alemanya            | Bèlgica        |
| 1948 Londres         | Itàlia         | Hongria             | Països Baixos  |
| 1952 Hèlsinki        | Hongria        | Iugoslàvia          | Itàlia         |
| 1956 Melbourne       | Hongria        | Iugoslàvia          | Unió Soviètica |
| 1960 Roma            | Itàlia         | Unió Soviètica      | Hongria        |
| 1964 Toquio          | Hongria        | Iugoslàvia          | Unió Soviètica |
| 1968 Ciutat de Mèxic | Iugoslàvia     | Unió Soviètica      | Hongria        |
| 1972 Múnic           | Unió Soviètica | Hongria             | Estats Units   |
| 1976 Mont-real       | Hongria        | Itàlia              | Països Baixos  |
| 1980 Moscou          | Unió Soviètica | Iugoslàvia          | Hongria        |
| 1984 Los Angeles     | Iugoslàvia     | Estats Units        | RFA            |
| 1988 Seül            | Iugoslàvia     | Estats Units        | Unió Soviètica |
| 1992 Barcelona       | Itàlia         | Espanya             | Equip Unificat |
| 1996 Atlanta         | Espanya        | Croàcia             | Itàlia         |
| 2000 Sydney          | Hongria        | Rússia              | RF Iugoslàvia  |
| 2004 Atenes          | Hongria        | Sèrbia i Montenegro | Rússia         |
| 2008 Pequín          | Hongria        | Estats Units        | Sèrbia         |
| 2012 Londres         | Croàcia        | Itàlia              | Sèrbia         |
| 2016 Rio             | Sèrbia         | Croàcia             | Itàlia         |

### Categoria femenina
| Edició       | Or            | Argent       | Bronze       |
| 2000 Sydney  | Austràlia     | Estats Units | Rússia       |
| 2004 Atenes  | Itàlia        | Grècia       | Estats Units |
| 2008 Pequín  | Països Baixos | Estats Units | Austràlia    |
| 2012 Londres | Estats Units  | Espanya      | Austràlia    |
| 2016 Rio     | Estats Units  | Itàlia       | Rússia       |

## Medaller

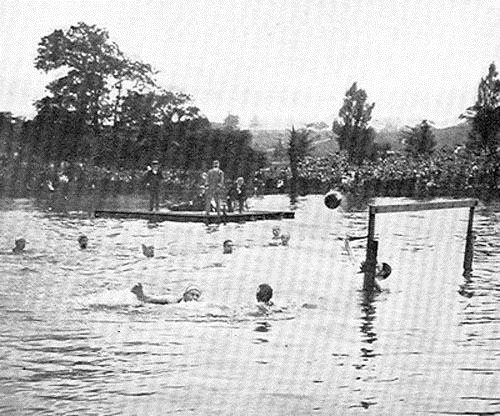
Imatge de la competició als Jocs Olímpics d'Estiu de 1900.

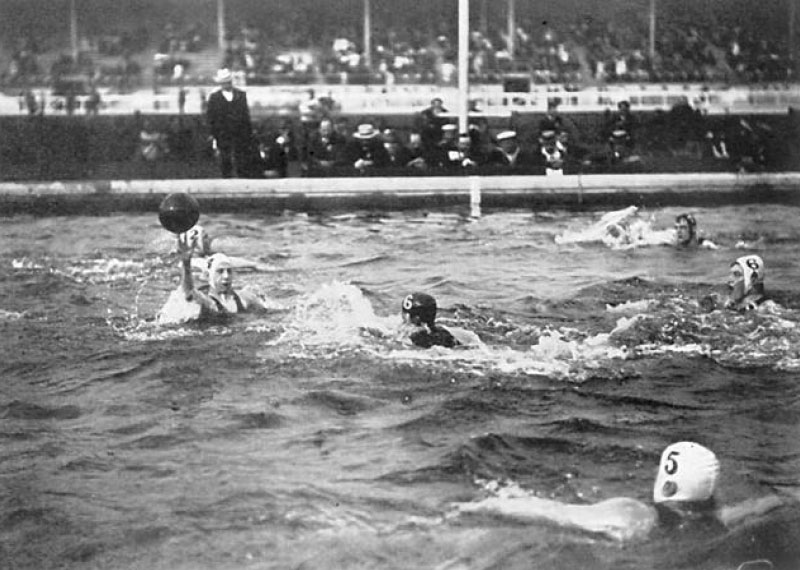
Imatge de la competició als Jocs Olímpics d'Estiu de 1908.

| Posició | CON                 | Or | Argent | Bronze | Total |
| 1       | Hongria             | 9  | 3      | 3      | 15    |
| 2       | Itàlia              | 4  | 3      | 3      | 10    |
| 3       | Regne Unit          | 4  | 0      | 0      | 4     |
| 4       | Estats Units        | 3  | 6      | 5      | 13    |
| 5       | RF Iugoslàvia       | 3  | 4      | 1      | 8     |
| 6       | Unió Soviètica      | 2  | 2      | 3      | 7     |
| 7       | Alemanya            | 1  | 2      | 0      | 3     |
| 7       | Espanya             | 1  | 2      | 0      | 3     |
| 7       | Croàcia             | 1  | 2      | 0      | 3     |
| 10      | França              | 1  | 0      | 3      | 4     |
| 11      | Austràlia           | 1  | 0      | 2      | 3     |
| 11      | Països Baixos       | 1  | 0      | 2      | 3     |
| 11      | Sèrbia              | 1  | 0      | 2      | 3     |
| 14      | Bèlgica             | 0  | 4      | 2      | 6     |
| 15      | Rússia              | 0  | 1      | 3      | 4     |
| 15      | Suècia              | 0  | 1      | 2      | 3     |
| 17      | Grècia              | 0  | 1      | 0      | 1     |
| 17      | Sèrbia i Montenegro | 0  | 1      | 0      | 1     |
| 19      | Equip Unificat      | 0  | 0      | 1      | 1     |
| 19      | RFA                 | 0  | 0      | 1      | 1     |
|         |                     |    |        |        |       |
| Total   | Total               | 30 | 30     | 31     | 91    |

## Medallistes més guardonats

### Categoria masculina
| Nom                | CON     | Or | Plata | Bronze | Total |
| Dezső Gyarmati     | Hongria | 3  | 1     | 1      | 5     |
| György Kárpáti     | Hongria | 3  | 0     | 1      | 4     |
| László Jeney       | Hongria | 2  | 1     | 1      | 4     |
| Mihály Mayer       | Hongria | 2  | 0     | 2      | 4     |
| István Szivós, Jr. | Hongria | 1  | 1     | 2      | 4     |

### Categoria femenina
| Nom              | CON          | Or | Plata | Bronze | Total |
| Heather Petri    | Estats Units | 1  | 2     | 1      | 4     |
| Brenda Villa     | Estats Units | 1  | 2     | 1      | 4     |
| Robin Beauregard | Estats Units | 0  | 1     | 1      | 2     |
| Ellen Estes      | Estats Units | 0  | 1     | 1      | 2     |
| Heather Moody    | Estats Units | 0  | 1     | 1      | 2     |